# Religia Frygijczyków
Religia Frygijczyków – politeistyczna, znana głównie z przekazów w źródłach starogreckich.
Naczelne miejsce w niej zajmowała Kybele – bogini płodności, urodzaju, matka bogów i ludzi, zwana „Wielką Macierzą Bogów” lub Agdistis (dosł. „skalna”), przez Greków utożsamiana z Reą. 
Jej partner Attys – bóg odradzającej się przyrody, utożsamiany był z Adonisem. Spośród bóstw liczących się w świecie starożytnym we Frygii czczono też identyfikowanego z Dionizosem Sabazjosa, Bagajosa (identyfikowanego z Zeusem) i boga księżyca Mena. 

## Literatura
- Maciej Popko: Mitologia hetyckiej Anatolii, Warszawa 1987
- Maciej Popko: Religie starożytnej Anatolii, Warszawa 1980
- Maciej Popko: Wierzenia ludów starożytnej Azji Mniejszej, Warszawa 1989
- Maciej Popko: Ludy i języki starożytnej Anatolii, Warszawa 1999